# Legendy ukrytej świątyni
Legendy ukrytej świątyni (ang. Legends of the Hidden Temple, znane również jako Legends of the Hidden Temple: The Movie) – amerykański film familijny z 2016 roku w reżyserii Joego Menendeza, na podstawie programu rozrywkowego z lat 90. pod tym samym tytułem. Główne role w filmach zagrali Isabella Moner (ze 100 rzeczy do przeżycia przed liceum), Colin Critchley i Jet Jurgensmeyer.
Premiera filmu odbyła się w Stanach Zjednoczonych 26 listopada 2016 na amerykańskim Nickelodeon. W Polsce premiera filmu odbyła się 1 maja 2017 na antenie Nickelodeon Polska.

## Opis fabuły
Film opisuje historię trójki rodzeństwa – Sadie, Noaha i Dudleya, którzy przyjeżdżają do parku o nazwie „Hidden Temple”. Dzieci znudzone wycieczką do zamku położonego w dżungli postanawiają oderwać się od grupy zwiedzającej zamek. Sadie wraz ze swoimi braćmi zostają sami w środku świątyni, o której krążą legendy. Aby przeżyć najtrudniejszą przygodę, muszą pokonać przeszkody, przeżyć i uciec z zamku, udowadniając tym samym, że legenda o nim jest prawdziwa.

## Obsada
- Isabela Moner jako Sadie
- Colin Critchley jako Noah
- Jet Jurgensmeyer jako Dudley
- Kirk Fogg jako on sam
- Daniel Cudmore jako Thak
- Michael Benyaer jako król Olmec
- Ion Sebastian Tirlui jako Zuma
- Catia Ojeda jako mama
- David Michie jako tata
- Dee Bradley Baker jako głos Olmeca
- Greg Cromer as Chet

i inni

## Wersja polska
Wersja polska: na zlecenie Nickelodeon Polska

Wystąpili:
- Magdalena Wasylik – Sadie
- Antoni Scardina – Noah
- Karol Kwiatkowski – Dudley
- Jacek Król – Olmec
- Lidia Sadowa – mama
- Przemysław Glapiński – tata
- Janusz Zadura – Chet
- Grzegorz Kwiecień – Kirk Fogg
- Cezary Kwieciński – sierżant
- Bartosz Wesołowski – Zuma
- Bartosz Martyna
- Bożena Furczyk

i inni
Lektor: Radosław Popłonikowski